# Der Würger mit dem weißen Schal
Der Würger mit dem weißen Schal (auch Der Würger, Originaltitel: L’Étrangleur) ist ein französischer Spielfilm aus dem Jahr 1970 von Paul Vecchiali mit Jacques Perrin, Julien Guiomar und Paul Barge.

## Handlung
Fasziniert vom nächtlichen Universum, klettert ein Junge aus dem Fenster und wird Zeuge eines Verbrechens. Als Kind muss Émile mit ansehen, wie ein Mann eine Frau mit einem weißen Schal erwürgt. Seitdem ist er besessen von diesem für ihn wertvollen Moment und wiederholt ihn für sich selbst. Als Dreißigjähriger streift er durch die nächtlichen Straßen und hat einen Schatten: Der „Schakal“ raubt die toten Frauen aus. Als die Frauenmorde überhandnehmen, gibt sich Untersuchungsrichter Simon als Fernsehjournalist aus. Als Emile sich vom „Schakal“ bedrängt fühlt, sucht er die Nähe zum falschen Journalisten. Und die junge Lehrerin Anna nimmt sich vor, dem Gejagten zu helfen.

## Kritiken
„Atmosphärisch dichter Krimi mit psychoanalytischen Ambitionen, nicht ungeschickt inszeniert, jedoch schauspielerisch nicht ganz überzeugend.“